# عملة 1 دولار أسترالي
عملة 1 دولار أسترالي هي ثاني أكبر عملات معدنية أسترالية بعد عملة 2 دولار أسترالي؛ أصدرت العملة في 14 مايو 1984 بدلا من ورقة 1 دولار أسترالي بعد وجود خطط الاستبدال منذ منتصف السبعينيات. سك مصنع سك العملة الملكي الأسترالي في كانبرا في السنة الأولى 186.3 مليون قطعة نقدية.
عملة 1 دولار هي عملة قانونية عند استخدامها في دفع معاملات لا تتجاوز قيمتها 10 أضعاف قيمة العملة الاسمية.

## العملات التذكارية
| السنة       | الذكرى                                                             | العدد                                                                                 |
| ----------- | ------------------------------------------------------------------ | ------------------------------------------------------------------------------------- |
| 1986        | السنة الدولية للسلام                                               | 25,200,000                                                                            |
| 1988        | الذكرى المئوية الثانية لأستراليا                                   | 21,600,000                                                                            |
| 1993        | Landcare Australia                                                 | 18,200,000                                                                            |
| 1996        | هنري باركس                                                         | 26,200,000                                                                            |
| 1997        | ولادة تشارلز إدوارد كينغسفورد                                      | 24,400,000                                                                            |
| 1999        | السنة الدولية للمسنين ‏                                             | 29,300,000                                                                            |
| 2001        | مئوية اتحاد أستراليا                                               | 27,900,000                                                                            |
| 2001        | السنة الدولية للمتطوعين                                            | 6,000,000                                                                             |
| 2002        | سنة المناطق النائية                                                | 35,400,000                                                                            |
| 2003        | متطوعو أستراليا                                                    | 4,100,000                                                                             |
| 2003        | مئوية حق المرأة في التصويت                                         | 10,000,000                                                                            |
| 2005        | الذكرى الستون لنهاية الحرب العالمية الثانية                        | 34,200,000                                                                            |
| 2007        | استضافة أستراليا لمنتدى التعاون الاقتصادي لدول آسيا والمحيط الهادئ | 20,100,000                                                                            |
| 2008        | مئوية Scouting in Australia ‏                                       | 17,200,000                                                                            |
| 2009        | مئوية Age Pension ‏                                                 | 21,300,000                                                                            |
| 2010        | مئوية مرشدات أستراليا                                              | 12,600,000                                                                            |
| 2011        | Commonwealth Heads of Government Meeting                           | 9,400,000                                                                             |
| 2014 - 2018 | مئوية يوم أنزاك 2014-2018                                          | 21,900,000 (2014) 1,400,000 (2015) 2,190,000 (2016) 1,900,000 (2017) 2,000,000 (2018) |
| 2016        | الذكرى الخامسون ل Decimal Currency ‏                                | 560,000                                                                               |
| 2019        | مرور 35 عام على إصدار عملة 1 دولار.                                | 1,513,000 (Letter A) 1,512,000 (Letter U) 1,512,000 (Letter S)                        |
| 2020        | مئوية تأسيس كانتاس                                                 | 2,000,000                                                                             |
| 2020 - 2021 | دولار التبرع                                                       | 12,500,000 (2020) 5,000,000 (2021)                                                    |
| المصدر:     |                                                                    |                                                                                       |